# Collinsville (Wirginia)
Collinsville – jednostka osadnicza w Stanach Zjednoczonych, w stanie Wirginia, siedziba administracyjna hrabstwa Henry.